# Dieldrin
Dieldrin (systematický název (1aR,2R,2aS,3S,6R,6aR,7S,7aS)-3,4,5,6,9,9-hexachlor-1a,2,2a,3,6,6a,7,7a-oktahydro-2,7:3,6-dimethanonafto[2,3-b]oxiren) je insekticid používaný proti klíšťatům, molům a termitům. Je to perzistentní organická látka toxická i pro savce, a proto se vyžíval i jako rodenticid.
V běžných podmínkách se jedná o bílou krystalickou látku s teplotou tání 176 až 177 °C, ve vodě téměř nerozpustnou, mírně rozpustnou v acetonu, slabě v alkoholech. Poškozuje imunitní a reprodukční systém, a proto byl v Československu v roce 1980 zakázán. Mezinárodně je regulován Stockholmskou úmluvou a tzv. POPs protokolem k Mezinárodní úmluvě o znečištění ovzduší přesahujícím státní hranice (LRTAP).